# ابن القارح
ابن القارح (ولد سنة 351 هـ - 962 م بحلب - توفي بعد سنة 424 هـ بالموصل) هو أديب وشاعر، عاش في النصف الثاني من القرن الرابع والأول من القرن الخامس، وخدم أبا علي الفارسي بالشام، واتصل بأبي القاسم المغربي ومدحه، ثم تنكر له في محنته، وله فيه هجو كثير.

## اسمه
هو الشيخ علي بن منصور بن طالب الحلبي، الملقب بدوخلة (الدَّوخلة هي السلة التي يوضع فيها التمر)، والمعروف بابن القارح، ويكنى أبا الحسن.
قال ابن عبد الرحيم هو شيخ من أهل الأدب شاهدناه ببغداد راوية للأخبار حافظا لقطعة كبيرة من اللغة والاشعار قؤوما بالنحو.

## معيشته
وكانت معيشته التعليم بالشام ومصر وكان يحكي أنه كان مؤدبا لابي القاسم المغربي، وله فيه هجو كثير وكان يذمه ويعدد معايبه. قال ابن عبد الرحيم وشعره يجري مجرى شعر المعلمين قليل الحلاوة خال من الطلاوة وكان آخر عهدي به بتكريت في سنة إحدى وعشرين واربعمائة فانا كنا مقيمين بها واجتاز بنا واقام عندنا مدة ثم توجه إلى الموصل فبلغتني وفاته من بعد. وكان يذكر ان مولده بحلب سنة إحدى وخمسين وثلاثمائة ولم يتزوج ولا اعقب. هذ ما قاله ياقوت الحموي في معجم الأدباء عن عبد الرحيم. لكن المعري يقول إن كنيته أبا الحسن. فنفهم من ذلك أن له ولدا اسمه الحسن. وفي مكان آخر من رسالة الغفران يدعو الله أن يحفظ ابن القارح وأطفاله. فبهذا يتضح أن عبد الرحيم هذا وهِم فيما قاله أو أراد شيئا آخر من قبيل لم يترك ذرية عرفت بالأدب أو بالعلم.
كان يذاكر الشعراء والأدباء في مصر ، منهم الشاعر أحمد بن علي البتي (ت. 403 هـ) والشاعر المحسن بن الحسين بن علي الدمشقي (ت. 416 هـ).
سافر كثيرا بين آمد، وبغداد، ومكة، ودمشق، وطرابلس، وملطية، وميافارقين، ومدينة تنيس المصرية، والموصل.

## مؤلفاته
كان الرجل صاحب رسائل فقد تراسل مع أهل زمانه مثل أبي الفرج الزهرجي وأبي العلاء المعري.
كتب رسالة إلى المعري يطلعه فيها عن حاله ويشكو له عسر عصره وأهل زمانه، وذكر له أمر توبته وذكّره بنهاية بعض الزنادقة والملاحدة الذين عرفوا في التاريخ الإسلامي كابن الراوندي، والحلاج، والمتنبي، والجنابي القرمطي، وبشار بن برد، وقصار الأعور، والصناديقي، والوليد بن يزيد الأموي، وصالح بن عبد القدوس، وأبي عيسى بن الرشيد، وغيرهم.

### رسالته إلى المعري
وصلتنا هذه الرسالة من خلال عدة طبعات في القرن العشرين. نشرها أولا محمد كرد علي في كتابه رسائل البلغاء سنة 1913 وبعدما أعاد طبعها كامل الكيلاني في الجزء الثالث من طبعته لرسالة الغفران بمصر سنة 1925. وأخيرا حققتها الدكتورة عائشة بنت الشاطئ مع رسالة الغفران، ونشرتها أكثر من مرة. وكان تحقيقا علميا.
هذه الرسالة ليست بالطويلة مقارنة بالرد الذي قام به المعري من خلال رسالته المسماة برسالة الغفران. رسالة ابن القارح لا تحمل عنوانا بل عرفت فيما بعد بصاحبها فقيل رسالة ابن القارح. ويقول الشيخ عبد الله العلايلي في كتابه المعري ذلك المجهول إن ابن القارح ليس الاسم الحقيقي لعلي بن منصور ولكنه لقب أطلقه عليه المعري، اه.

### مواضيع الرسالة
يغلب على الرسالة السجع، والشعر، والصور البيانية، والانتقال من موضوع إلى آخر بدون رابط بينهما ظاهر، 
- والمعلوم أن موضوع الرسالة يدور حول قضية الشكوى وقد عدد ابن القارح شكاويه : من أهل عصره، ومن وزراء وسلاطين زمانه، ومن هرمه وشيبه، ومن نسيان محفوظاته، ومن سنوات الشباب التي قضاها في مصر في اتباع هوى نفسه، ومن الهموم والأحزان، ومن فقد أصحابه في حلب.
- ذكر ابن القارح المصير المأساوي لزنادقة الإسلام وملحديه وقلة تدين بعض الشخصيات : المتنبي، وبشار بن برد، وصالح بن عبد القدوس، وقصار الأعور، والصناديقي، والوليد بن يزيد الأموي، أبي عيسى بن الرشيد، الجنابي القرمطي، والحلاج، ابن أبي العزاقر، وابن الراوندي، ابن الرومي الشاعر، أبي تمام الشاعر، المازيار، وفاذوه، وفرعون صاحب موسى.
- تطرق ابن القارح لمكانة وشهرة المعري : في ميدان المراسلات ، وفي اللغة والنحو والعروض، وفي الحفظ، وفي تمكن تلامذة المعري من العلوم والأدب، وفي النسك والتدين.
- رغبة ابن القارح في لقاء المعري
- تكلم ابن القارح عن أمور شخصية : رحلاته بين البلدان، وشيوخه، وعدائه للوزير المغربي أبي القاسم، وحججه الخمسة، وهروبه من الحاكم بأمر الله الفاطمي، رفضه شرب الخمر.
- حاول أن يصحح سمعته عند المعري لأنه سمع عن المعري كلاما مؤداه كفر ابن القارح بنعم أبي القاسم المغربي.
- تطرق للرسالة التي كلفه الزهرجي بإبلاغها للمعري وسرقتها منه.

### استشهادات الرسالة
يستعمل ابن القارح في رسالته بعض الآيات القرآنية، والأحاديث النبوية دون اسناد أو إخراج، وشذرات من سيرة النبي محمد، والاشعار، والنوادر الأدبية، وقصص عاشها مع أهل عصره، وأمثال وحكم، وكتب المتكلمين مثل ابن الراوندي.

### معارفه ومطالعاته
- اطلاعه على كتب الفقه بقوله : (خلوني والمطبوخ على مذهب الشيخ الأوزاعي).
- معرفته بكتب ابن الراوندي الكلامية : كتاب التاج، الزمرد، الدامغ، القضيب، المرجان. وقد عرف أيضا كتب أبي الحسين الخياط (ت. بعد 300هـ) التي رد فيها على ابن الراوندي.
- مطالعته لكتب التاريخ في قوله : (وفي تآريخ كثيرة)
- معرفته بالصوفية من خلال ذكره الشبلي، والحلاج وأصحاب الديانات السابقة مثل ماني

## من شعره وحكمه
ومن الكلام الذي ذكره في رسالته التي أرسلها للمعري ما أورده من شعره عن الشمعة ووصفها بسبعة أوصاف في بيت واحد على البديهة دون روية:
وقال يهجو أبا القاسم المغربي :
وقال : (مَن يرى يوما يُرَ بِهِ ؛ والدهر لا يُغْتَّرُ بِهِ)
ثم قال : (مَن ترك تدبيره لتدبيرنا أرحناه) وهذا كلام عن الله على أنه مدبر الأمور على أحسن ما يرام.
ثم قال : (إن العلم غذاء النفس الشريفة وصَيْقَل الأفهام اللطيفة )
ثم قال : (إذا العَصْر أعار فاحسبُه قد أغار)
ثم قال : (إن القلم هو لسان اليد وهو أحد البلاغتين)
ثم قال : (إن الخطأ مع الاعتذار والاجتهاد والتحري ، موضوع عن المُخطئ)
ثم قال : (إلى الله الشكوى لا منه ، وليس يحْسُنُ أن أشكوَ من يرحمني إلى من لا يرحمني ، وليس بحكيم منْ شكا رحيما إلى غير رحيم)
ثم قال : (الأدب أدبُ النفْس لا أدب الدَرْس)
قال في أبي القاسم بن الوزير المغربي : (كان جنونُهُ مجنونا، وأصحُّ منه مجنونٌ، وأجنُّ منه لا يكون)

## شيوخه
- وكان ممن خدم أبا على الفارسيّ (ت 377 هـ - 987 م)في داره وهو صبيّ ثم لازمه وقرأ عليه على زعمه جميع كتبه وسماعاته.[1]
- خدم ابن خالويه (ت 360 هـ - 987 م)
- ثم تتلمذ على يد أبي سعيد السيرافي (ت 368هـ\978 م)
- وعلي بن عيسى الرماني (ت 384 هـ\994 م)
- وأبي عبيد الله المرزباني
- وأبي حفص الكتاني.

### تلامذته
تتلمذ على يديه رزق الله بن عبد الوهاب التميمي (ت 488 هـ\1095)